# Stefano Giraldi
Stefano Giraldi (Pistoia, 1º maggio 1968) è un ex ciclista su strada italiano, professionista dal 1990 al 1997. In carriera colse un'unica vittoria, al Tour of Slovenia, nel 1996; colse anche alcuni piazzamenti, quali il secondo posto all'ottava tappa del Giro d'Italia 1997, sul traguardo di Cava de' Tirreni, e il terzo posto al Trofeo Matteotti 1991.

## Palmarès
- 1987 (G.S. Bottegone)

Coppa Lanciotto Ballerini
- 1988 (G.S. Bottegone)

Gran Premio Industria del Cuoio e delle Pelli
- 1989 (G.S. Bottegone)

1ª tappa Giro delle Regioni (Avezzano > Avezzano)
- 1996 (Glacial-Selle Italia, una vittoria)

1ª tappa Tour of Slovenia

## Piazzamenti

### Grandi Giri
- Giro d'Italia

1990: non partito (1ª tappa)
1992: 141º
1993: 132º
1995: ritirato
1996: fuori tempo massimo (10ª tappa)
1997: 95º
- Vuelta a España

1994: ritirato (2ª tappa)

### Classiche monumento
- Milano-Sanremo

1992: 203º
- Giro di Lombardia

1993: 52º
1995: 24º